# Troskotovice
Troskotovice là một chợ huyện thuộc huyện Brno-venkov, vùng Jihomoravský, Cộng hòa Séc.